# Poiretia delesserti
Poiretia delesserti is een slakkensoort uit de familie van de Oleacinidae. De wetenschappelijke naam van de soort is voor het eerst geldig gepubliceerd in 1852 door Jules René Bourguignat.